# Elizabeth David

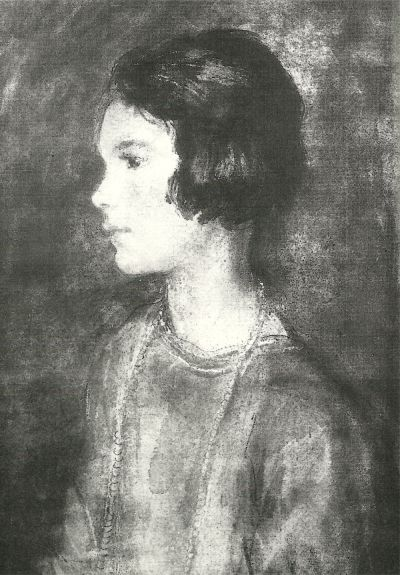
Elizabeth Gwynne (David), 1923.

Elizabeth David (ur. 26 grudnia 1913, zm. 22 maja 1992) – brytyjska kucharka i autorka książek kucharskich.
Jej ojcem był polityk Rupert Gwynne.

## Publikacje
- 1950 Mediterranean Food
- 1951 French Country Cooking
- 1954 Italian Food
- 1955 Summer Cooking
- 1960 French Provincial Cooking
- 1970 Spices, Salt and Aromatics in the English Kitchen
- 1977 English Bread and Yeast Cookery
- 1984 An Omelette and a Glass of Wine

### Po śmierci
- 1994 Harvest of the Cold Months: the social history of ice and ices
- 1997 South Wind Through the Kitchen: the best of Elizabeth David (red. Jill Norman)
- 2000 Is There a Nutmeg in the House? (red. Jill Norman)
- 2003 Elizabeth David's Christmas (red. Jill Norman)
- 2010 At Elizabeth David's Table: her very best everyday recipes (red. Jill Norman; przedmowa: Jamie Oliver, Johnny Grey, Rose Gray, Sally Clarke, Simon Hopkinson, Hugh Fearnley-Whittingstall)